# Médecine étrusque

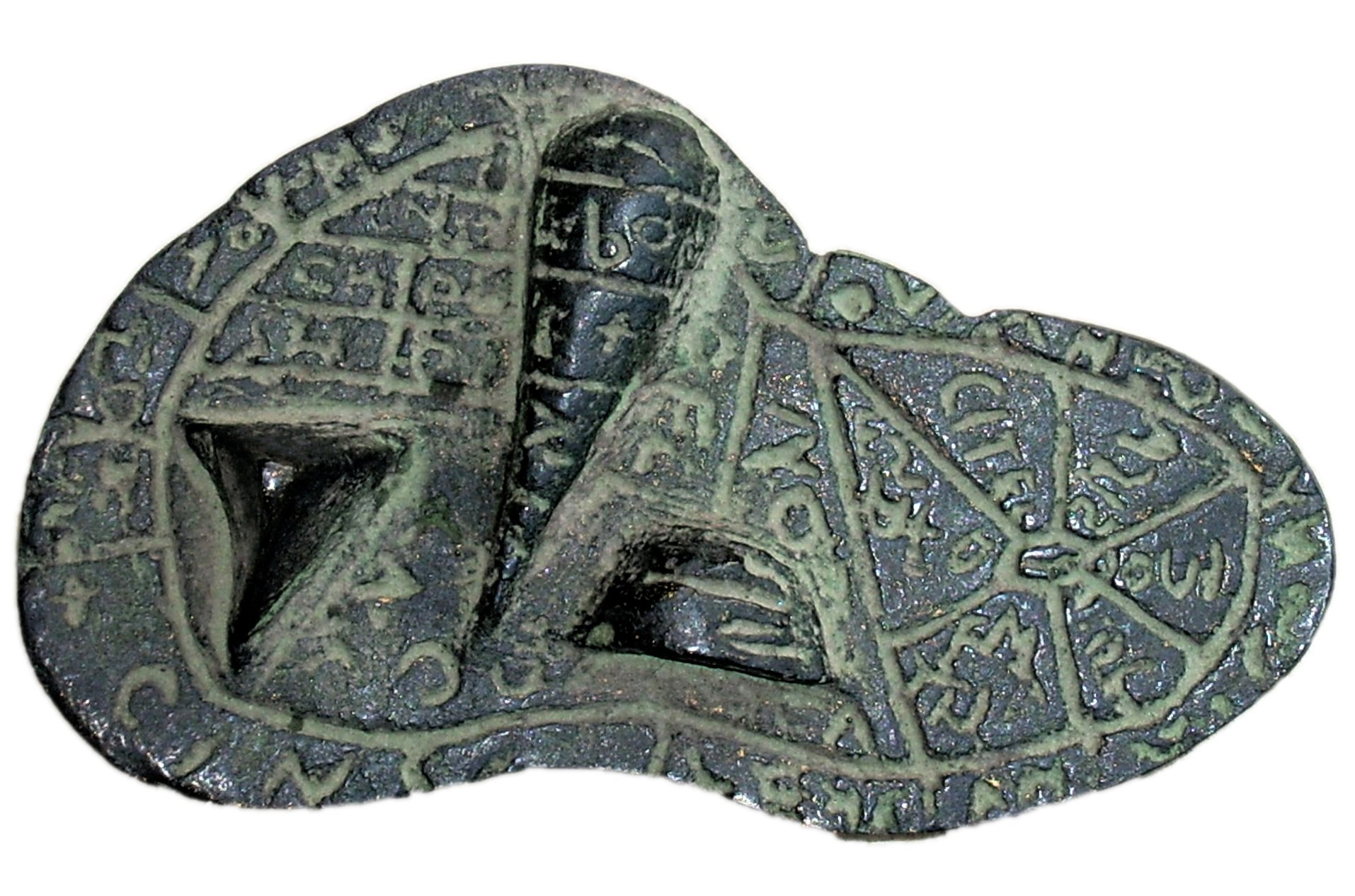
Fegato di Piacenza, modèle de foie en bronze.

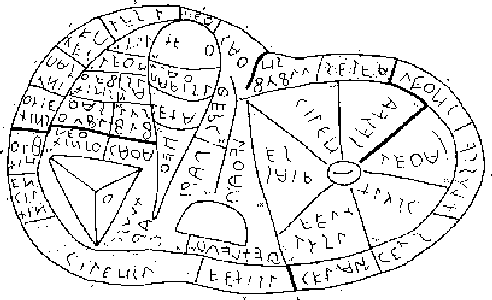
Transcription

La médecine étrusque était d'abord théurgique, l'homme impuissant face aux maladies s'en remettait aux divinités et s'appuyait sur des croyances médicales relevant du mythe ou de la superstition pour expliquer la naissance, la mort et la maladie.
D'après l'Etrusca disciplina, recueil romain des textes de référence des pratiques religieuses et divinatoires étrusques, la vie humaine atteignait au maximum 84 ans, divisée en douze fois sept ans et tant que l'être humain n'avait pas atteint dix fois sept ans, il pouvait conjurer le destin par des rites propitiatoires.
Chaque période cruciale de la vie humaine était sous le contrôle des dieux : 
- Culsans, dieu de la conception,
- Uni, de la fécondité, naissance et allaitement,
- Tesano, déesse de l'aurore (aube humaine),
- Thanur et Ethausua, de l'accouchement.
- Turan, de l'union sexuelle
- Charun, Vanth, Tuchulcha, du trépas et de la mort.

Les Étrusques avaient une bonne connaissance de la médecine (anatomie et physiologie).
Théophraste (380 —  370 av. J.-C.) a écrit dans son Histoire des Plantes :
« Eschyle établit dans les Élégies que l'Étrurie est riche en médecins et que la race étrusque est une de celles qui cultive particulièrement la médecine ».
De nombreuses fouilles archéologiques ont mis au jour de nombreux sanctuaires où l'on a trouvé des reproductions anatomiques attestant de leurs connaissances dans ce domaine.
Les étruscologues en ont déduit que les « fidèles » sollicitaient en échange d'offrandes la guérison de la partie malade qui était reproduite soit en cire ou en plâtre et déposées au sanctuaire auprès du dieu vénéré.

## La prévention
Les Étrusques étaient experts dans le domaine de la prévention : ils donnaient beaucoup d'importance à l'hygiène personnelle, à leur alimentation, à l'activité physique et à l'entretien de leur cadre de vie.
Concernant l'aménagement de leur cadre de vie, ils ont œuvré continuellement dans la bonification des marécages et le contrôle des cours d'eau auprès desquels étaient bâties les cités par la construction de galeries dotées de plaques de plomb perforées permettant le drainage de l'eau dans les endroits où elle pouvait stagner et contribuer à la formation d'agents pathogènes.

## Botanique médicinale
Pour les soins les étrusque utilisaient : 
- Les feuilles d’acanthe : pour les hémorragies et diarrhées.
- La sève de pin : les douleurs et cicatrisation des blessures
- Le colchique : les douleurs et cicatrisation
- La valériane : comme sédatif.
- Le ricin : comme purgatif.
- Le myrte : comme astringent.
- La camomille: comme calmant.
- L'ail, l’oignon et le thym : contre les parasites intestinaux.

## Minéraux
- Oxyde de fer : contre l'anémie.
- cuivre : contre les inflammations.

## Thermalisme
Les Étrusques étaient des adeptes du thermalisme. Il connaissaient les bienfaits et les propriétés des eaux thermales (Saturnia, Viterbe ou Chianciano) qu'ils employaient dans le soin de nombreuses maladies. Les sources thermales étaient des sanctuaires spécialisés et la possibilité d'accès aux eaux se faisait par étapes selon des rites appropriés comme l'achat préventif des représentations votives des parties anatomiques à soigner (ex-voto anatomique), leur accrochage sur les parois du temple et l'immersion dans les eaux.
Apulu était une des divinités honorées au temple Portonaccio à Véies, où se trouvait le bassin des ablutions et de nombreux ex-voto anatomiques.
Seuls les prêtres sacrés possédaient les compétences religieuses et médicales et pouvaient prescrire à chaque patient un traitement spécifique.

## Théurgie en médecine
La médecine étrusque était de type théurgique : 
Les haruspices jouaient un grand rôle dans la pratique médicale où la médecine et la religion étaient étroitement liées et où la magie tenait une place prépondérante afin d'écarter les mauvais sorts.
- Tinia pour la tête et l'ouïe,
- Uni, les yeux,
- Laran, les flancs,
- Menrva, les doigts, les sens, le toucher,
- Turan, les organes génitaux,
- Turms, les pieds,

La maladie devait être considérée comme un dérangement de l'ordre universel et les livres de l'Etrusca Disciplina contenaient des rites destinés à soulager les malades.
Le diagnostic de la maladie était le fruit de l'appel aux oracles et aux prodiges, leur observation déterminait aussi le traitement:
- Observation du vol d'oiseaux
- Tirage au sort de jetons ou de plaquettes.
- Observations de fumées
- Détail des viscères d'animaux sacrifiés

Le rituel religieux était composé de suppliques, prières, invocations, processions, sacrifices d'animaux par l'intermédiaire de l'haruspice.

## Chirurgie

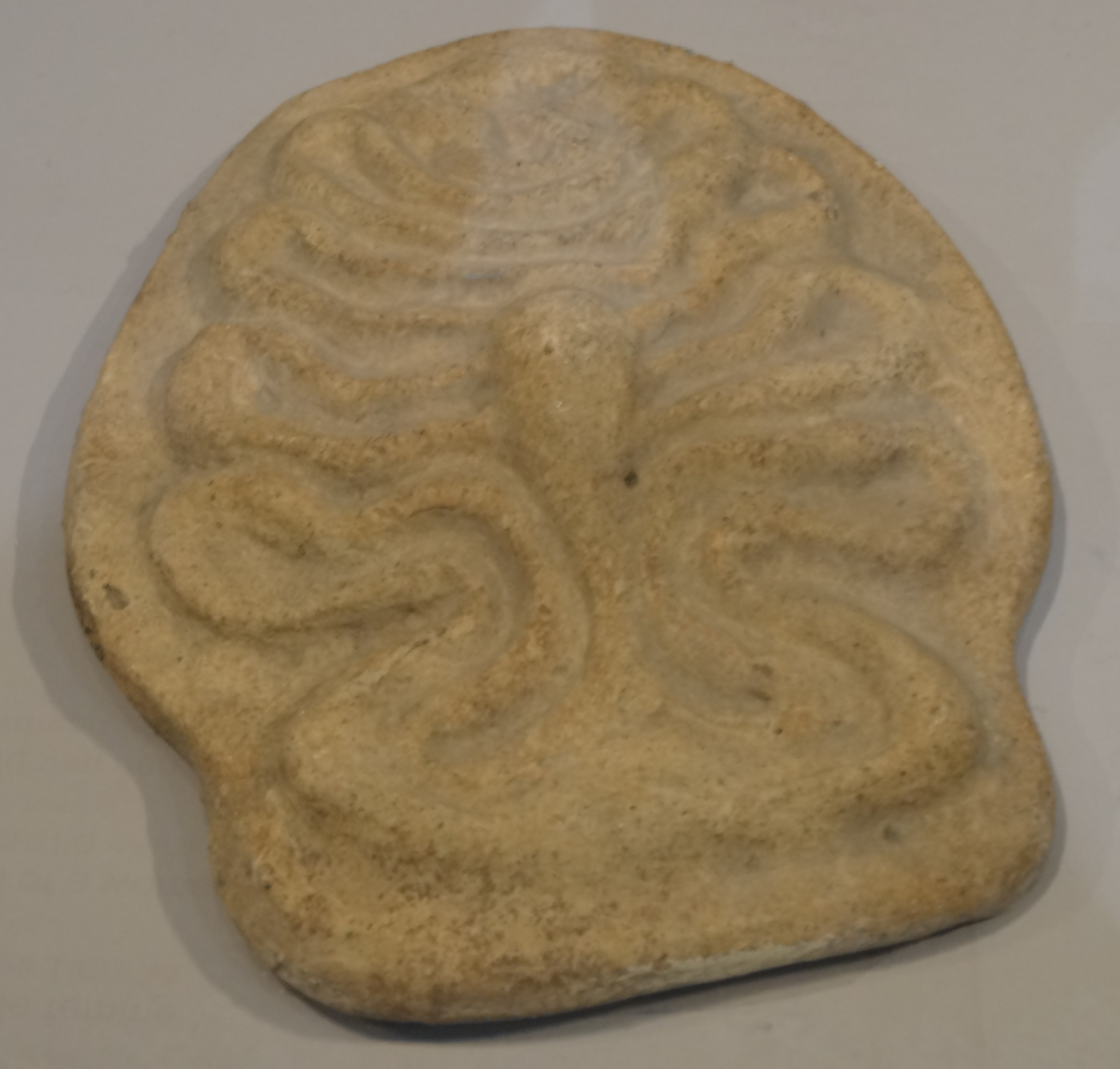
Utérus

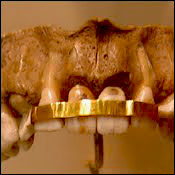
Prothèse dentaire étrusque

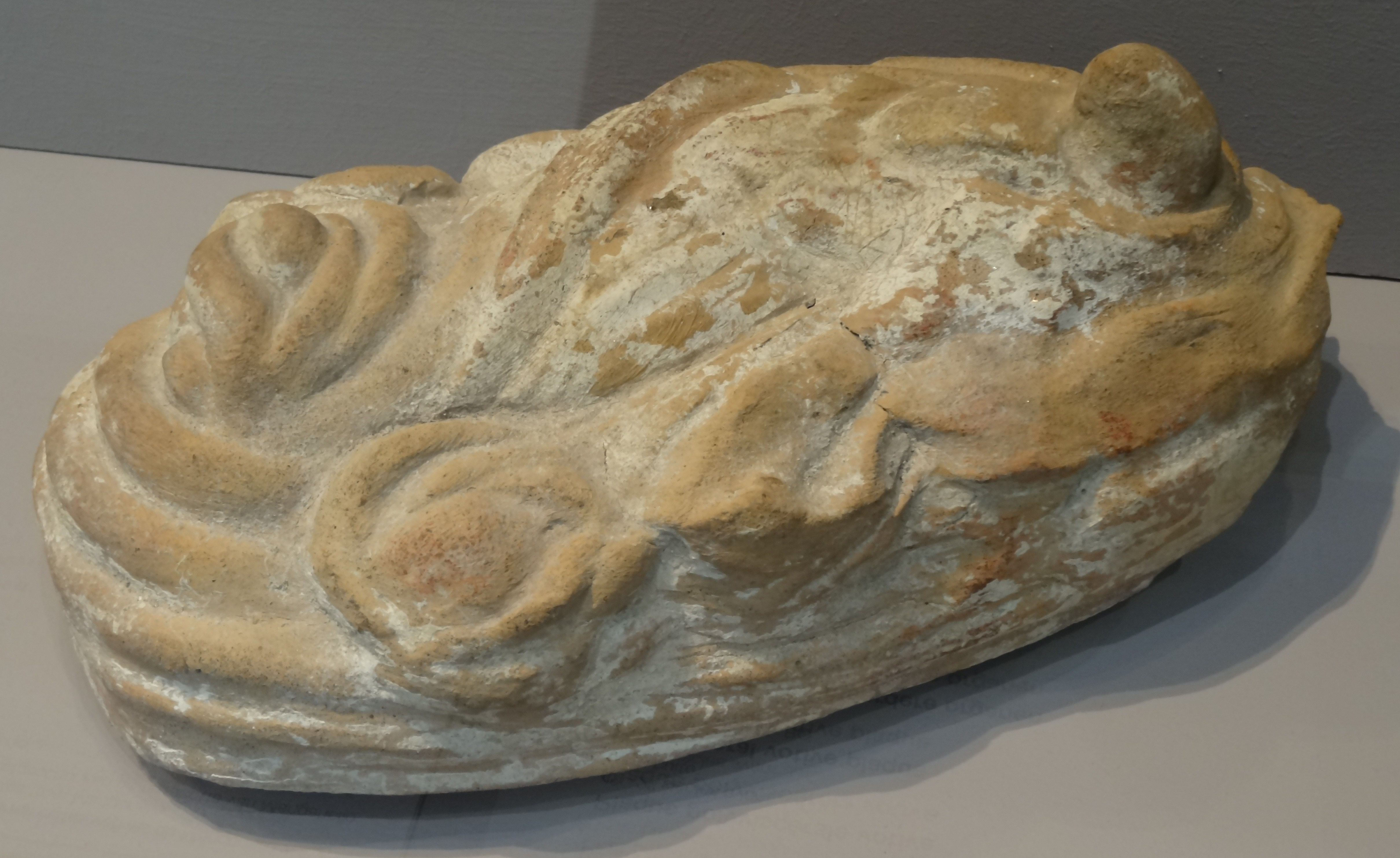
Plaque polyviscérale,

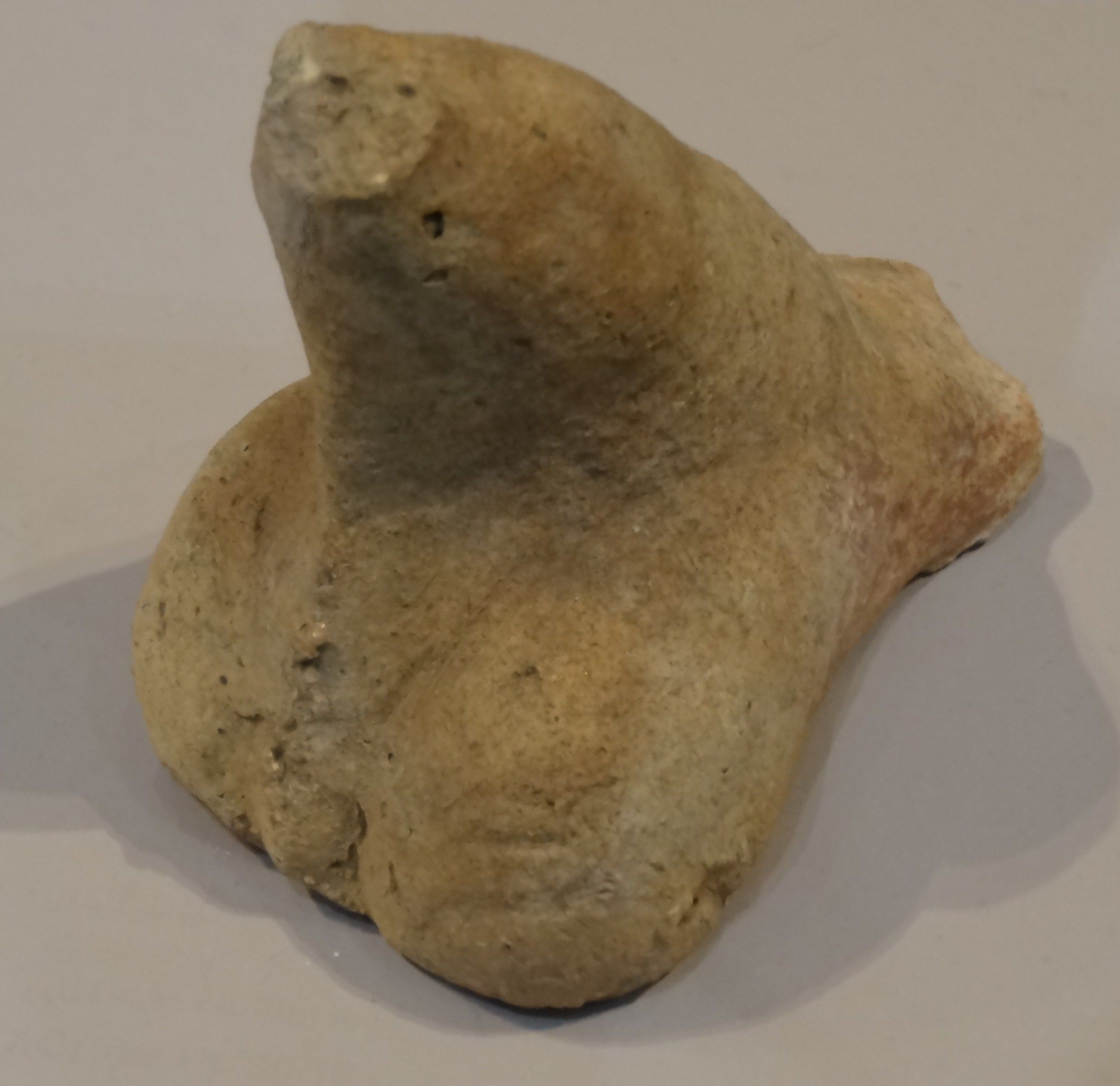
Phallus

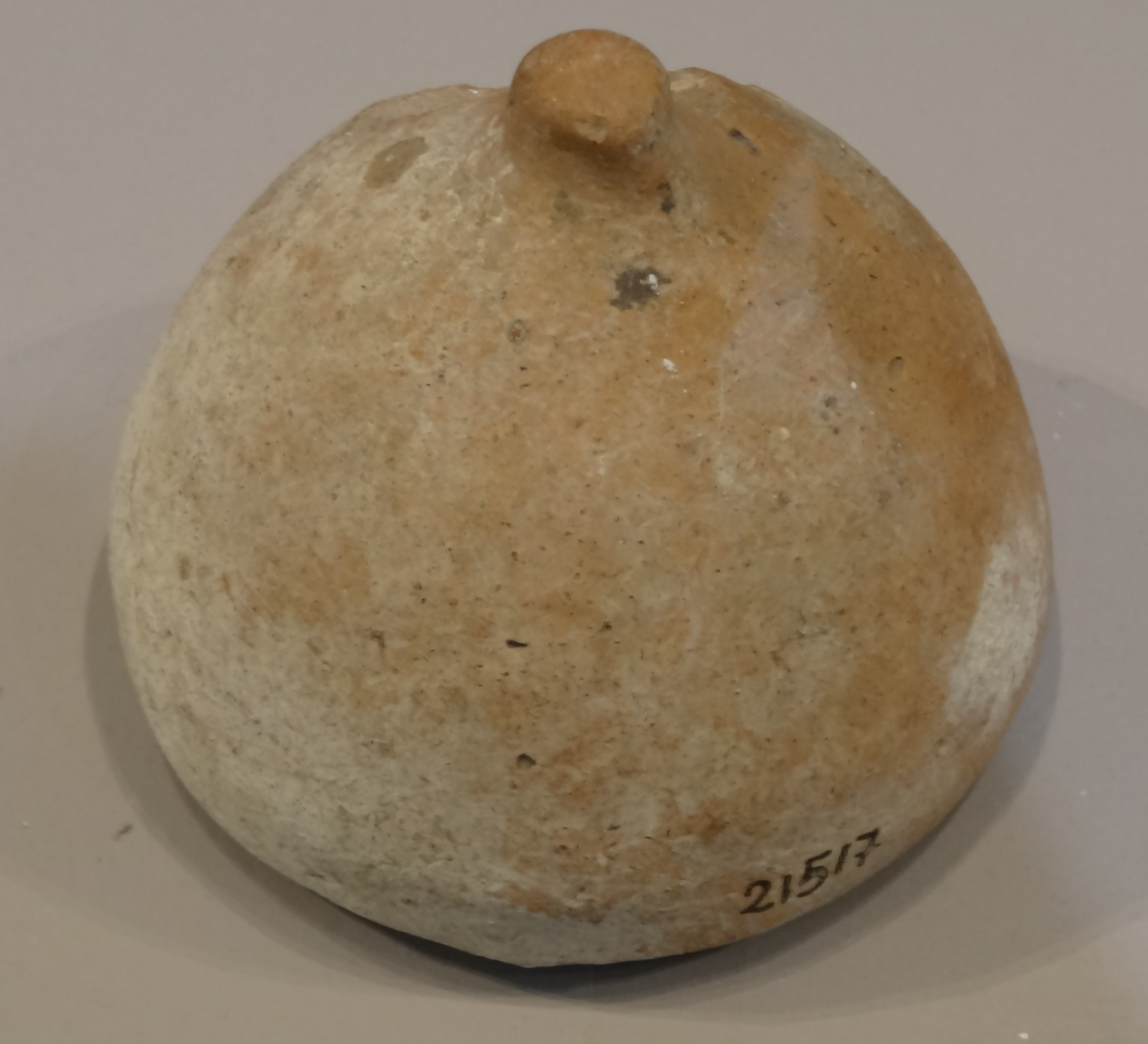
Sein

Parmi les pièces archéologiques trouvées lors de fouilles figurent de nombreux outils chirurgicaux ainsi que de nombreuses représentations dans les tombes et les trousseaux funéraires.
Ils pratiquaient la trépanation crânienne et la prothèse dentaire en or comme mis en évidence dans certains restes humains et sur des terres cuites.
La circoncision était usitée et les pièces archéologiques représentant des organes anatomiques mettent en évidence de nombreux organes internes comme le cœur, les poumons, le foie, ainsi que des utérus contenant étrangement à leur intérieur une petite boule qui pourrait être la plus ancienne représentation de la vie intra-utérine de l'histoire.
Un ex-voto polysplanchnique en terre-cuite trouvé à Tessennano (Vulci), et conservé au Musée du Louvre, présente la trachée, les poumons, le foie, la vésicule biliaire, l'estomac et les anses intestinales.

## Odontologie
L'extraction semble avoir été le remède le plus fréquent au mal dentaire. Cet état de fait est confirmé par l'abondance des dispositifs en or, ancêtres des prothèses dentaires modernes qui remplaçaient les dents arrachées. Ces dispositifs à base de métaux précieux étaient réservés à l'élite aristocratique.
Les Étrusques étaient d'habiles transformateurs de métaux et ont utilisé les techniques du travail de l'or afin de créer des prothèses dentaires qui sont encore visibles aujourd'hui dans les crânes retrouvés dans les nécropoles
Les dents devant remplacer les manquantes étaient maintenues par des pontages en or et étaient obtenues à partir de dents animales parfaitement adaptées à la mâchoire du patient.
Les archéologues ont trouvé dans les nécropoles de Monterozzi et de Capodimonte les premières prothèses dentaires fonctionnelles de l'histoire ainsi que des appareils de contention ou de remplacement en or.
Les Romains reprirent ces techniques en les perfectionnant.

## Orthopédie
Sur les squelettes des nécropoles, les étruscologues ont retrouvé des membres fracturés, recomposés et ressoudés, le patient ayant survécu pendant de nombreuses années.

## Part de la magie dans la médecine étrusque
À côté de la médecine officielle il devait exister une composante magique dans le secteur thérapeutique qui prévoyait une complète autonomie de l'homme par rapport au divin. Les actes symboliques comme la fumigation d'herbes, préparation de philtres, récitations de formules magiques rythmées et secrètes donnaient l'illusion de pouvoir soumettre les éléments contraires à sa propre volonté.
Varron témoigne d'une formule magique rythmique sur le mal aux pieds (goutte ?) qu'il traduit de l'œuvre De Agricoltura de l'étrusque Saserna : « Terra pestem teneto/Salus hic maneto », (« La terre se garde la douleur et que la santé reste ici ». Des formules similaires sont rapportées par Caton l'Ancien et entrent dans le même domaine magique et superstitieux.
Une formule destinée aux luxations était  prononcée inlassablement jusqu'au moment où les os s'étaient remis « Huat, haut, huat ista pista sista, dominabo damnaustra » (« Que cesse ce mal des os démis ») ; une autre contre la furonculose « Nec mula parit/nec lanam fert lapis/nec huic morbo caput crescat/si crederti tabescat » (« que le furoncle n'augmente pas de volume ou qu'il vienne à maturité et se défasse »).
Il ne devait pas manquer de talismans et d'amulettes, dont on remarque la présence sur le cou des enfants en couches représentés sur les ex-voto.

## La médecine patriarcale
L'équivalent étrusque du  pater familias devait probablement posséder une série d'informations transmises de génération en génération sur l'action thérapeutique de certaines plantes et sur des interventions d'urgence (réduction de fractures osseuses, membres démis, luxations).
À ce patrimoine de connaissances s'ajoutait l'expérience quotidienne ainsi que les échanges d'informations entre les familles.
L'extraction des dents rentraient aussi dans les compétences familiales, les césariennes, l'arrêt d'une hémorragie par pression, tamponnement ou ligature. Ces états de fait sont rapportés par les œuvres de Caton l'Ancien, Varron, Columelle et des Saserna qui montrent comment dans le cadre d'une tradition agricole fortement ancrée, la possession de connaissances thérapeutiques magiques ou rationnelles étaient transmises entre père et fils.

## Pathologies

### Pathologies détectées par  les analyses ostéologiques

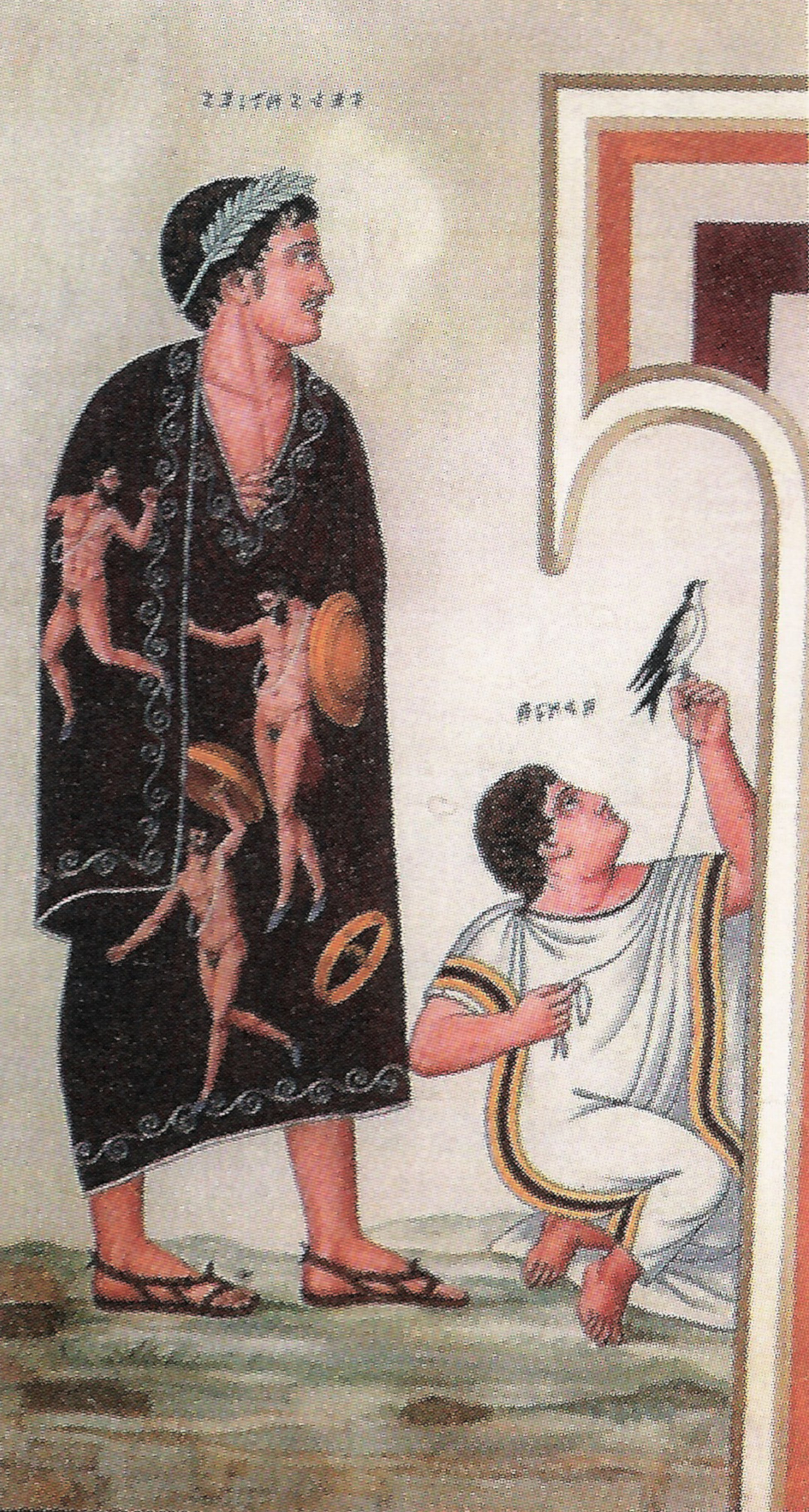
Fresque Tombe François de Vulci

L'analyse ostéologique des restes humains des nécropoles mettent en évidence diverses pathologies qui ont affecté les étrusques.
Un cas de  nanisme a été relevé parmi les restes de squelettes à la nécropole del Ferrone, dans le Latium septentrional. De nombreux cas de tibia en sabre (Tibia a sciabola) une caractéristique squelettique associée au phénomène du rachitisme. Un cas de tuberculeuse osseuse (mal de Pott) sur les vertèbres L4 et L5 sur un squelette provenant de Pozzuolo, dans la province de Pérouse.
Des cas de malformations congénitales comme hyperostose frontale interne sur un crâne  de Tarquinia datant du IIe siècle av. J.-C. et un  anévrisme sur un enfant d'environ cinq ans datant du IXe siècle av. J.-C. découvert près de Civita di Tarquinia, avec des symptômes découlant de  crise épileptique.

### Pathologies confirmées par l'iconographie étrusque
L'art étrusque montre diverses représentations de malformations physiques. Sur une fresque de la tombe François de Vulci, remontant à la fin du IVe siècle av. J.-C. figure un cas de achondroplasie et de polysarcie. En effet un nain obèse tient un oiseau lié à une ficelle. Un autre cas figure sur un miroir de Tarquinia où est représenté un homme accroupi dont le thorax est déformé par une grosse cyphose postérieure, par une courbe antérieure très accentuée et par les jambes excessivement courtes par rapport au reste du corps.
Certains ex-voto en terracotta, représentent des figures féminines avec des mamelles hypertrophiques et des organes génitaux masculins dont le gland est totalement recouvert par le prépuce (Phimosis).
L'obésité aurait été chez les Étrusques un signe d'opulence et peut-être même de bonne santé. Un célèbre vers de Catulle définit l'obesus Etruscus en l'opposant à d'autres caractéristiques d'autres peuples. On la retrouve chez des notables représentés sur des couvercles d'urnes et de sarcophages, conservés à Florence, Rome, Tarquinia, Chiusi, Bologne... comme le sarcophage dell'Obeso ou celui de Tarquinia. Au musée étrusque de Chiusi, on trouve l'étrusque poupin sur couvercle d'urne, à double menton et infiltré de graisses qui « ne peut être que le produit de l'action combinée de facteurs génétiques et de la suralimentation ».